# Evander Holyfield's "Real Deal" Boxing
Evander Holyfield's "Real Deal" Boxing est un jeu vidéo de boxe sorti en 1992 sur Game Gear et Mega Drive. Le jeu a été développé par Acme et édité par Sega.